# Неообновленчество
Неообновле́нчество (новообновле́нчество, но́вое обновле́нчество, часто просто «обновленчество») — идеологическое клише с негативной оценочной коннотацией, под которым как правило понимаются попытки реформирования богослужения в Русской православной церкви (чаще всего применительно к вопросу о переводе богослужения с церковнославянского языка на русский), но может употребляться и как негативная характеристика реформирования церковной жизни в целом.

## Происхождение понятия
Термин «Новообновленство» впервые появился в конце 1920-х годов в СССР после появления так называемой Декларации митрополита Сергия в 1927 году за подписью заместителя патриаршего местоблюстителя митрополита Сергия (Страгородского) и членов Временного патриаршего синода, в которой провозглашался принцип полной лояльности священноначалия Русской православной церкви (РПЦ) Советскому правительству и готовность к сотрудничеству с ним. За этим последовало решение о поминовении властей, а также снятие с кафедр многих епископов, находившихся в тюрьмах и ссылках. Часть епископата, духовенства и мирян не согласились с подобной политикой, а некоторые прервали евхаристическое общение с митрополитом Сергием и прекратили его поминовение в храмах, отвергнув таким образом линию уступок советской власти. Тем самым было положено начало движению «непоминающих».
В январе 1928 году московский протоиерей Валентин Свенцицкий обличал митрополита Сергия: «Вы ставите Церковь в ту же зависимость от гражданской власти, в которую хотели поставить её два первых „обновления“, вопреки святым канонам Церкви и декретам самой власти гражданской. И „Живая Церковь“, захватившая власть Патриарха, и григорианство, захватившее власть Местоблюстителя, и Вы, злоупотребивший его доверием, — вы все делаете одно общее, антицерковное, обновленческое дело, причём Вы являетесь создателем самой опасной его формы, так как, отказываясь от церковной свободы, в то же время сохраняете фикцию каноничности и Православия». Политику митрополита Сергия Свенцицкий характеризовал как «тонкую обновленческую ловушку». Таким образом, главным проявлением обновленчества, по Свенцицкому, был отказ от церковной свободы.
Термин использовали в своих посланиях также Михаил Новосёлов, епископ Алексий (Буй), архиепископ Угличский Серафим (Самойлович), епископ Евгений (Кобранов). Авторитетный среди «непоминающих» митрополит Кирилл (Смирнов) не использовал термин «новообновленчество», но неоднократно проводил параллель между обновленческом и «сергианством»; например, в 1937 году он писал об «обновленческой природе сергианства», которая для него заключалась в узурпации митрополитом Сергием высшей церковной власти. Подводя итог обвинениям в адрес митрополита Сергия со стороны митрополита Кирилла (Смирнова), архиепископа Серафима (Самойловича) и епископа Дамаскина (Цедрика), историк церкви священник Александр Мазырин даёт обобщенное определение «новообновленчеству» 1920—1930-х годов: «попрание церковного идеала ради внешнего благополучия, достичь которого митрополит Сергий пытался через так называемую легализацию». Неообновленчеством называются такие действия митрополита Сергия (Страгородского) по причине именно лояльности к власти, что ранее провозглашали и обновленцы; следует отметить, что митрополит Сергий, пребывая в должности заместителя патриаршего местоблюстителя, не выдвигал программ радикальных церковных реформ.
Так как некоторые документы, содержащие критику в адрес политики митрополита Сергия, попали на Запад, то термин применялся и там. При этом до конца 1980-х годов термин употреблялся именно как уничижительная характеристика деятельности митрополита Сергия и Московской патриархии. В 1960 году в «Материалах и сообщения Исследовательского отдела Института по изучению СССР» появился термин неообновленчество с тем же значением: «Генетически, в угоду православным, оно было продолжением патриаршей Церкви с её каноническими традициями, функциально — же представляло собою своеобразное неообновленчество, направлявшее свою деятельность, в соответствии с требованиями коммунистической власти».
В 1990 году в июльском номере журнала «Молодая гвардия» вышла статья Владимира Силкина «Церковный авангардизм или неообновленчество», автор которой, выступая с патриотических и государственнических позиций, проводил параллель между обновленцами 1920-х годов и представителями современного автору «демократического движения» внутри Русской православной церкви. «Неообновленцев» автор описывал так: «В наши дни вновь извергает свои яд вирус обновленчества. По телевизору с воскресной проповедью выступает священник Александр Мень. В проповеди ни слова о Боге и о Церкви! Нам сообщают, что на церковные средства организуют научно-исследовательские полёты в стратосферу, и это в то время, когда большинство русских храмов лежат в руинах. В храме Большого Вознесения у Никитских ворот, в котором венчался А. С. Пушкин, устраивают концертный зал, причём по телевизору какая-то дама, называя себя верующей, поддерживает это, как будто Пушкин венчался на сцене, а не в храме! На одесских днях смеха в ложе театра сидит архимандрит (то есть монах, который отрёкся от мира!). Какой-то самозванец проникает (тоже в образе монаха) на конкурс красоты, а его коллега монах — корреспондент Марк Смирнов — рекламирует по телевизору индийских колдунов, адвентистов, выступает на стадионах и в телешоу. Всё это носит характер систематической программы. Цель её — пристегнуть Церковь к „демократическому движению“. Подать церковное возрождение как результат деятельности „демократических сил“, как результат их борьбы с административно-командной системой». Хотя автор признавал, что «обновленцам передавало храмы ГПУ, а неообновленцы в союзе с „демократами“ как раз и выступают против властей: против Совета по делам религий, КГБ, исполкомов», но как в обновленчестве 1920-х годов, так и в неообновленчестве автор видит попытку «расколоть Церковь, лишить её святых своих преданий, оторвать от народа, секуляризировать». О применении термина «новообновленчество» к действиям митрополита Сергия в статье не упоминается.
В дальнейшем слово неообновленчество закрепилось в значении церковного реформаторства и приобрело резко негативный оттенок. По словам протоиерея Андрея Кордочкина, «в новейшей церковной истории слово „обновленчество“ („новообновленчество“, „неообновленчество“) использовалось с самого начала не как историческая реалия, а как ругательный эпитет». По данным Александра Верховского, главным примером «неообновленчества», понимаемого как «недостаток консерватизма», в начале 1990-х годов выступила община протоиерея Георгия Кочеткова. К «неообновленцам» причисляли также сторонников протоиерея Александра Меня и радиостанцию «Христианский церковно-общественный канал». На сторону критиков «неообновленчества» встал и патриарх Алексий II, который употребил этот термин, выступая 20 декабря 1993 года на Московском епархиальном собрании: «Недопустимо отрицание накопленного Церковью многовекового опыта и проявление модернизма во внешнем и внутреннем виде храма и богослужении. В одном из московских приходов, именующем себя миссионерским, а на практике неообновленческом, проведено самовольное редактирование Божественной литургии и других чинопоследований церковных, при этом сделан поспешный и малограмотный перевод богослужений на русский язык».
Наиболее значительным было противостояние с «кочетковцами». Позиция по отношению к священнику Георгию Кочеткову была сформулирована ещё на специально созванных в 1994 году конференциях «Православие и обновленчество» и «Единство Церкви». В 1996 году был издан сборник «Современное обновленчество — протестантизм „восточного обряда“». По данным Александра Верховского, в середине 1990-х борьба с «неообновленчеством» выражалась в многочисленных обращениях к патриарху Алексию II, и патриархия в те годы действительно оказывала серьёзное давление на «церковных либералов». В 1997 году последовал запрет в священнослужении Георгия Кочеткова. Патриарх Алексий II неоднократно жёстко критиковал «церковных либералов», особенно на епархиальных собраниях в конце 1997 и 1998 годов. Однако он никогда не поддерживал обвинение «церковных либералов» в неправославии. Сам Кочетков отмечал в 1997 году «термины „неообновленчество“ и „модернизм“, которые применяются ко всем, кто пытается предложить на обсуждение внутри Церкви какие-либо перемены с целью восстановления полноты духа и смысла в церковной жизни и литургической практике». Протоиерей Владимир Фёдоров трактовал борьбу с «неообновленчеством» как проявление «православного фундаментализма».
В 1999 году была предпринята новая попытка наступления на «кочетковцев»: был подготовлен антикочетковский сборник «Суд им давно готов», собирались подписи под прошением об усугублении прещений в адрес Георгия Кочеткова. Но вместо этого, по данным Александра Верховского, давление сверху на «неообновленцев» в 1999—2000 годах ослабло, Христианский церковно-общественный канал и «меневцы» практически перестали быть объектом критики. 12 марта 2000 года патриарх Алексий II снял запрет с Георгия Кочеткова, что не вызвало масштабных протестов со стороны православных националистов. По мнению Александра Верховского, это было связано с тем, что «возможно, они больше не считают „церковных либералов“ серьёзным внутрицерковным и политическим противником», приводя высказывание протоиерея Димитрия Смирнова об священнике Георгии Кочеткове в 2001 году: «он слишком слаб и малоучён, чтобы быть в состоянии создать какое-то еретическое стройное учение». Единственным изданием, которое систематически продолжало подвергать подробной критике «неообновленчество» и особенно «кочетковцев», оставался журнал «Благодатный огонь». Матвей Сотников в 2003 году писал, что «рецидив обновленчества» не получил широкого распространения и не смог «потеснить „традиционное“ духовенство», так как «благодаря принятым патриархом строгим мерам, ересь эта была локализована и не получила широкого распространения. Своё веское слово сказал и православный народ, в том числе московское казачество».
16 апреля 2008 года в Новоспасском монастыре в Москве под председательством председателя Богослужебной комиссии РПЦ архиепископа Орехово-Зуевского Алексия (Фролова) прошло пастырское совещание Московской епархии, посвящённое «проблеме нарастания модернистских, неообновленческих тенденций» в Русской православной церкви. С докладами и сообщениями выступили: наместник Сретенского мужского ставропигиального монастыря архимандрит Тихон (Шевкунов), настоятель храма святителя Николая в Пыжах протоиерей Александр Шаргунов, настоятель храма святого Иоанна Воина на Якиманке протоиерей Николай Смирнов, член Епархиального совета Москвы протоиерей Леонид Ролдугин, настоятель храма Троицы Живоначальной в Троицком-Голенищеве протоиерей Сергий Правдолюбов, протоиерей Владимир Переслегин, клирик подворья Валаамского монастыря в Москве священник Игорь Белов, протоиерей Андрей Правдолюбов (Рязанская епархия), председатель Богослужебной комиссии при епархиальном совете Москвы игумен Феофилакт (Безукладников), настоятель патриаршего подворья при Николо-Перервинском монастыре протоиерей Владимир Чувикин, настоятель храма Воскресения Христова в Сокольниках, член Богослужебной комиссии при епархиальном совете Москвы протоиерей Александр Дасаев, клирик храма Сорока мучеников Севастийских, главный редактор журнала «Наследник», духовник православного молодёжного объединения «Молодая Русь» священник Максим Первозванский, главный редактор журнала «Благодатный огонь» Сергей Носенко, преподаватель Николо-Угрешской духовной семинарии кандидат богословия Валерий Духанин, учёный секретарь научного совета по религиозно-социальным исследованиям отделения общественных наук Российской академии наук, ответственный редактор журнала «Проблемы развития» Владимир Семенко и другие.